# Werfkelder (Utrecht)

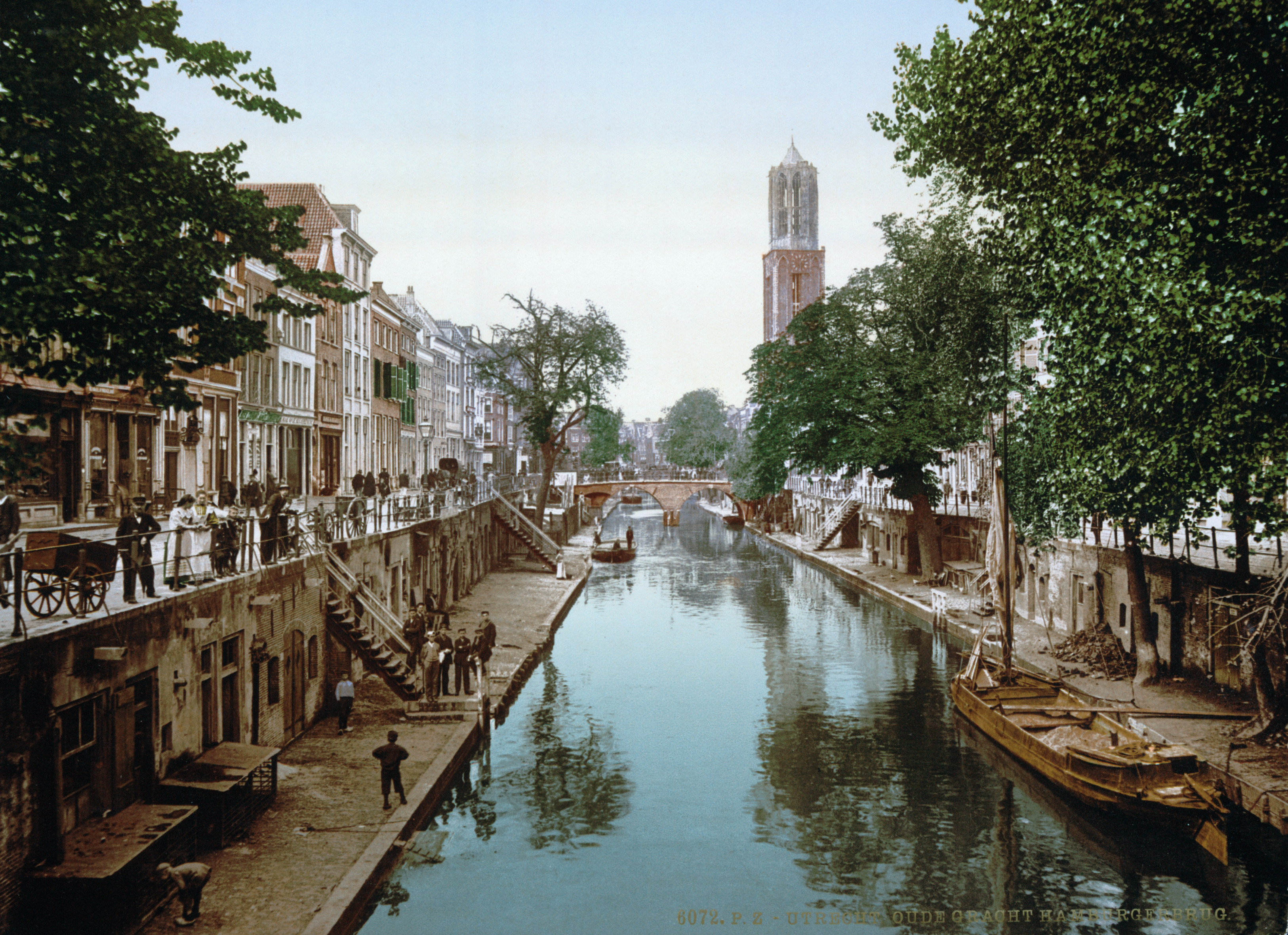
Gedeelte van de Oudegracht met aan beide zijden werven en een aaneenschakeling van werfkelders. Houten beschoeiingen en bouwsels als kippenhokken zijn in deze foto uit omstreeks 1900 nog te zien

De stad Utrecht staat bekend om haar binnenstad met werfkelders langs de binnengrachten. De bijna 1000 Utrechtse werfkelders ontstonden vanaf omstreeks 1150 uit particuliere initiatieven dankzij een veranderde waterhuishouding langs de Oudegracht, Nieuwegracht, Kromme Nieuwegracht, Drift en Plompetorengracht. In het verleden bevonden zich ook langs de Stadsbuitengracht een of meer werfkelders. Oorspronkelijk waren de kelders bedoeld als opslag- en doorgangsruimte voor goederen die gelijkvloers aan- en afgevoerd konden worden over water. Vanuit het bovenliggende pand op straatniveau kon de kelder bovendien nog binnendoor worden bereikt. Karakteristiek is dat de werfkelders onder de openbare weg liggen.
Het geheel van vooral werven, kelders en bruggen vormde een middeleeuwse stadshaven samen met de zo'n vijf kilometer aan binnenstadsgrachten.

## Geschiedenis

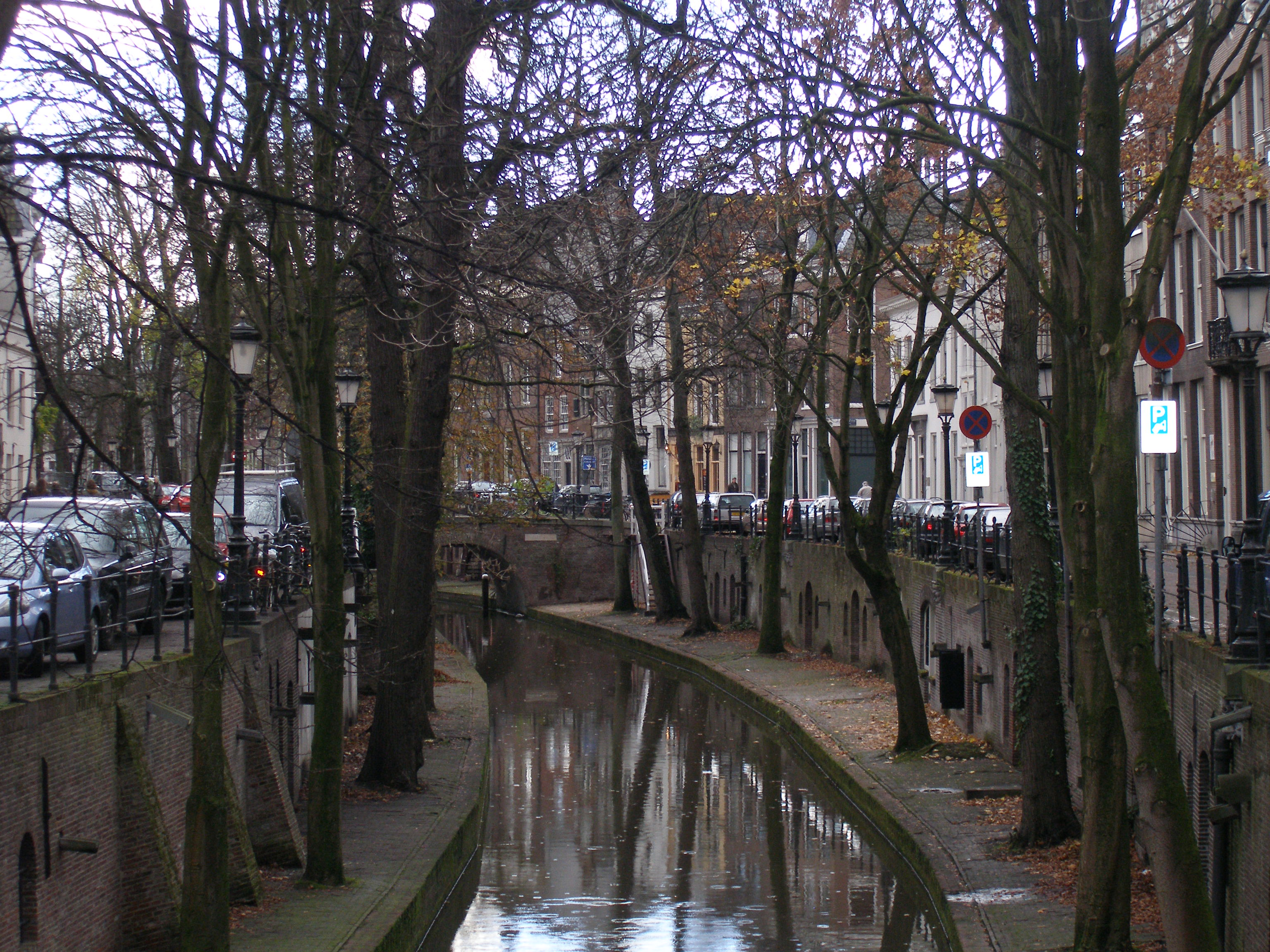
De Nieuwegracht met werfkelders. De werfmuur links op de foto is voorzien van steunberen.

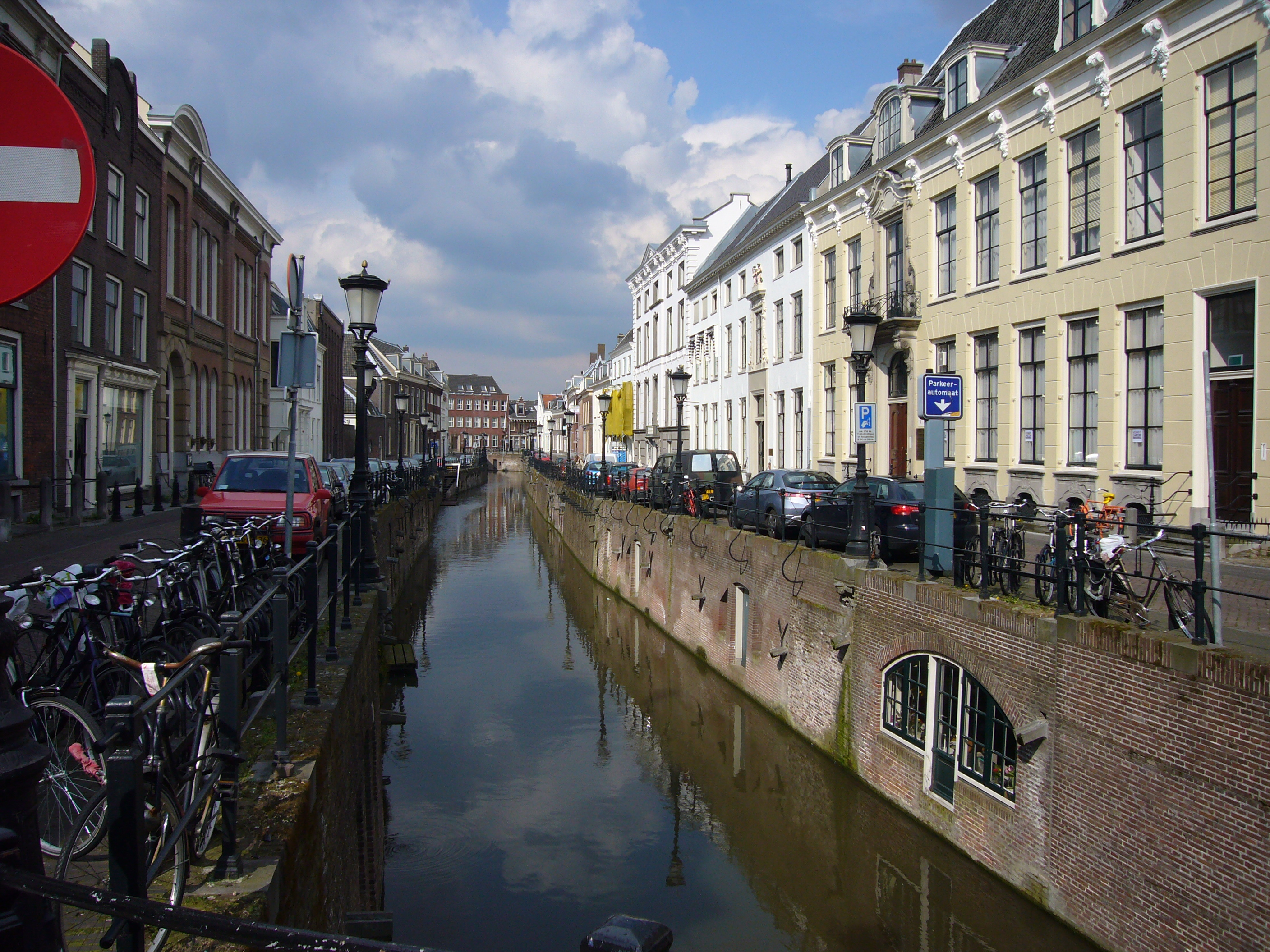
De Plompetorengracht met werfkelders maar zonder werf. Er wordt bij werfloze kelders ook gesproken over kluiskelders.

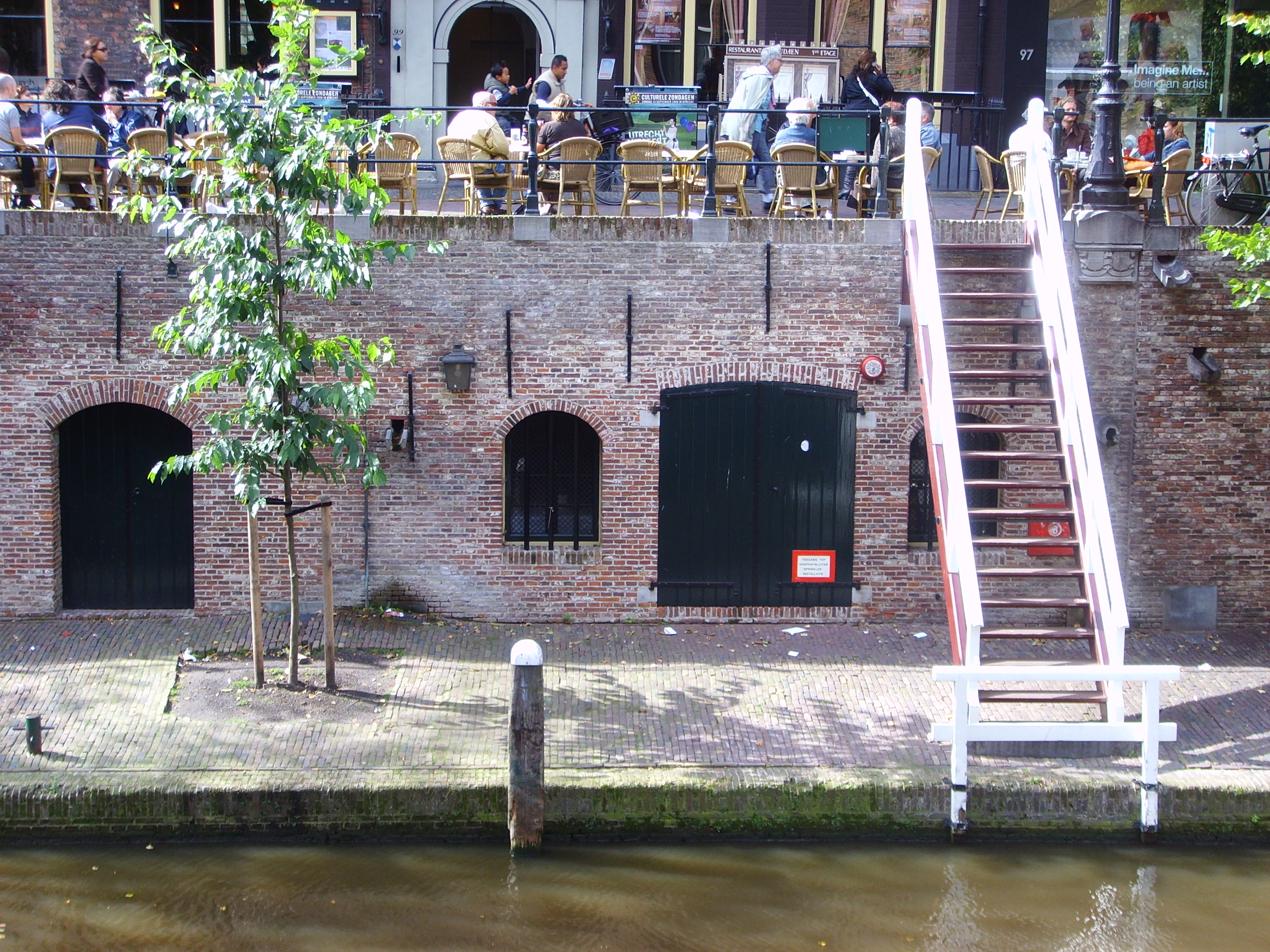
Vooraanzicht van een werfkelder aan de Oudegracht. Goed zichtbaar zijn de muurankers van de werfmuur.

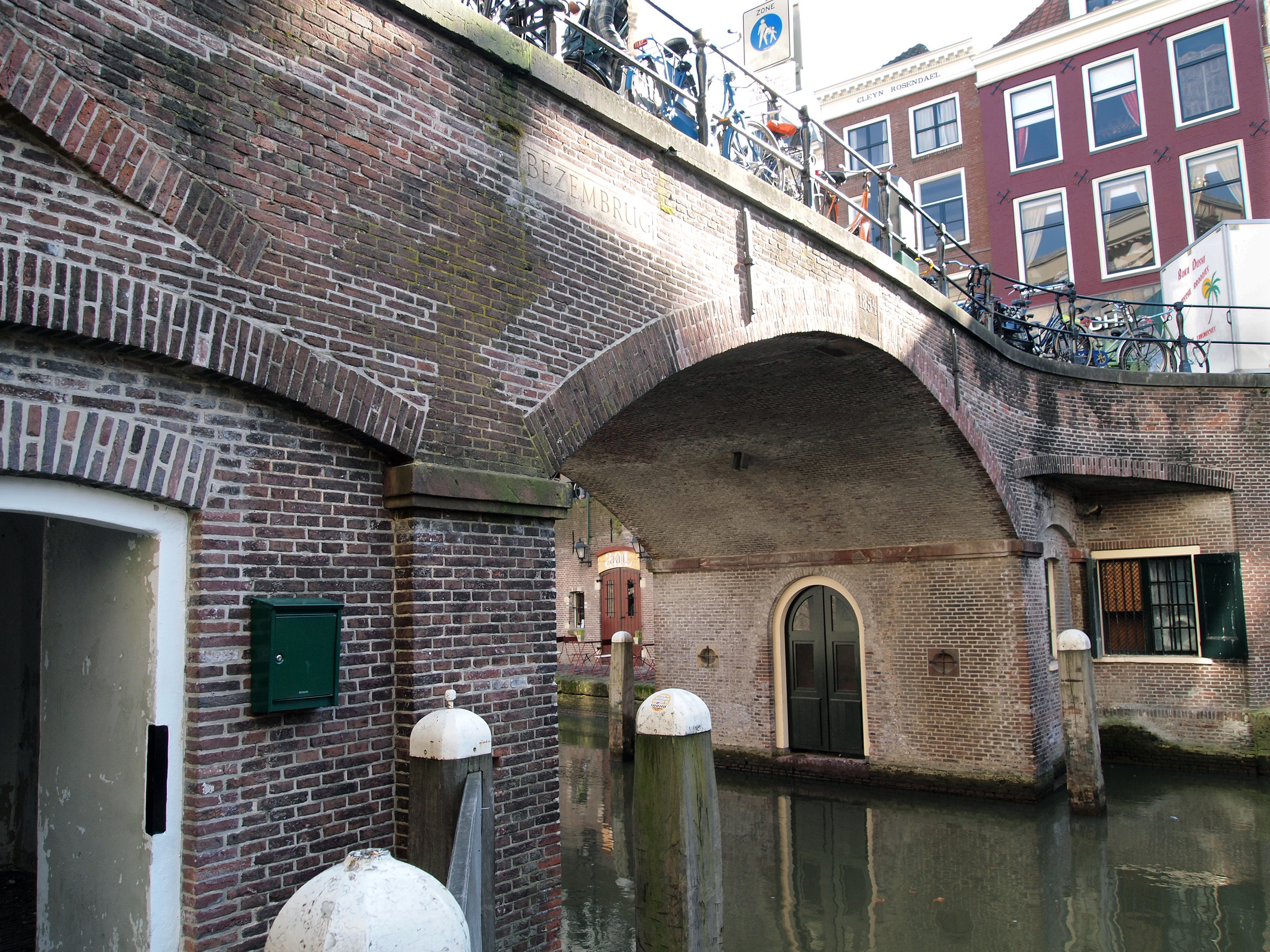
Brugkelders onder de Bezembrug.

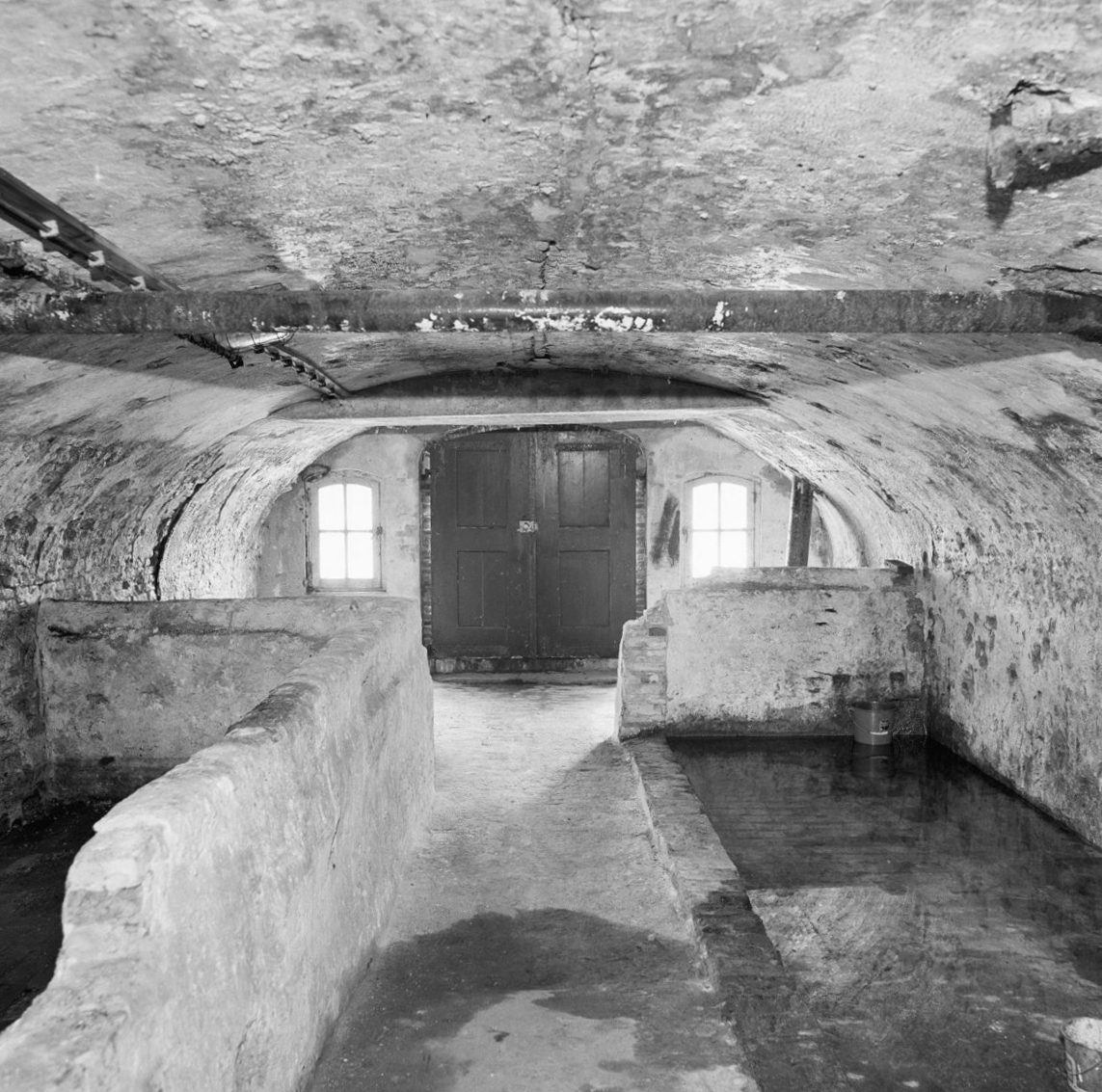
Interieur van een werfkelder.

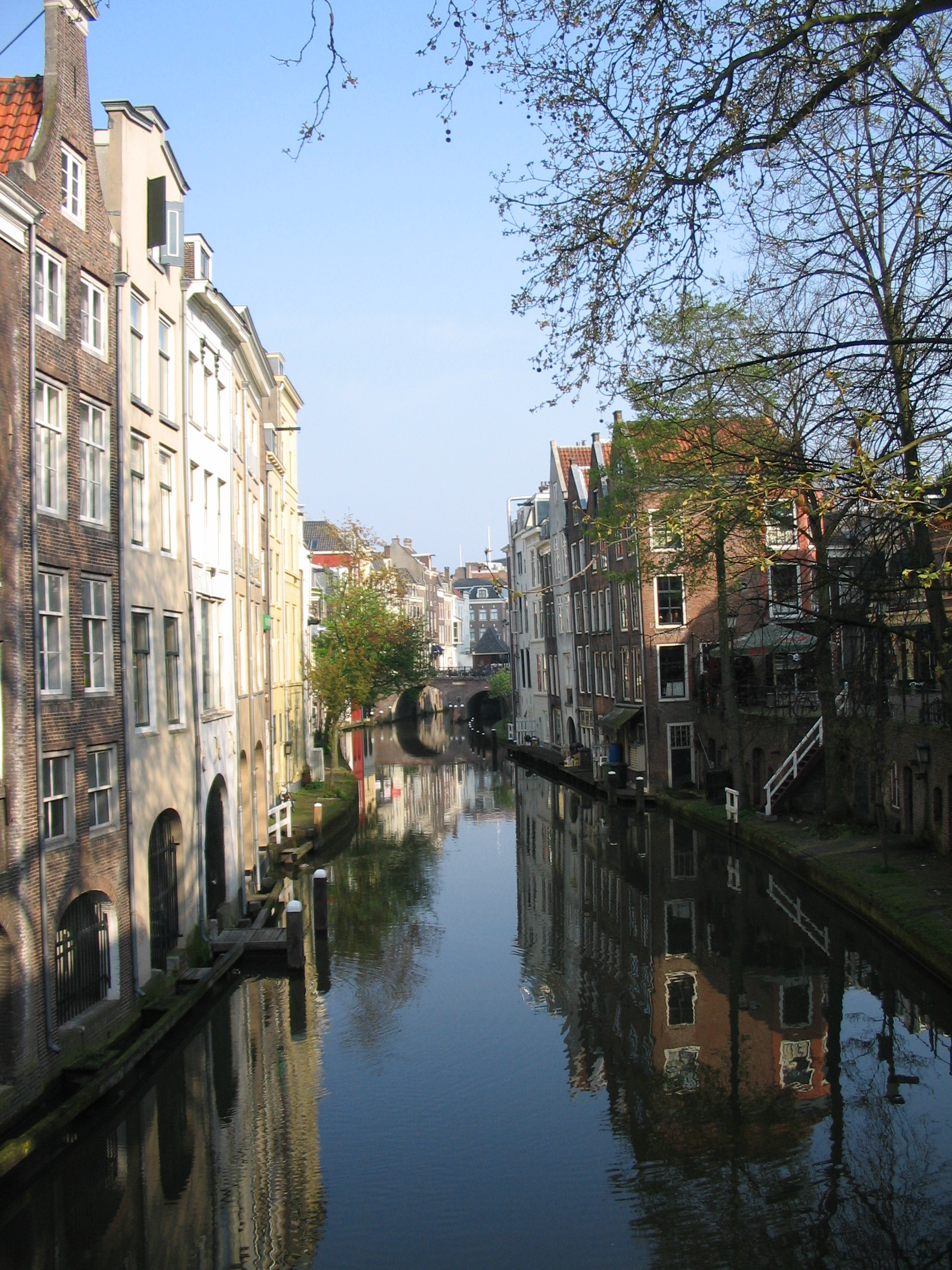
Huizen in de Lijnmarkt en Donkere Gaard hebben in de loop der tijd de werf overbouwd.

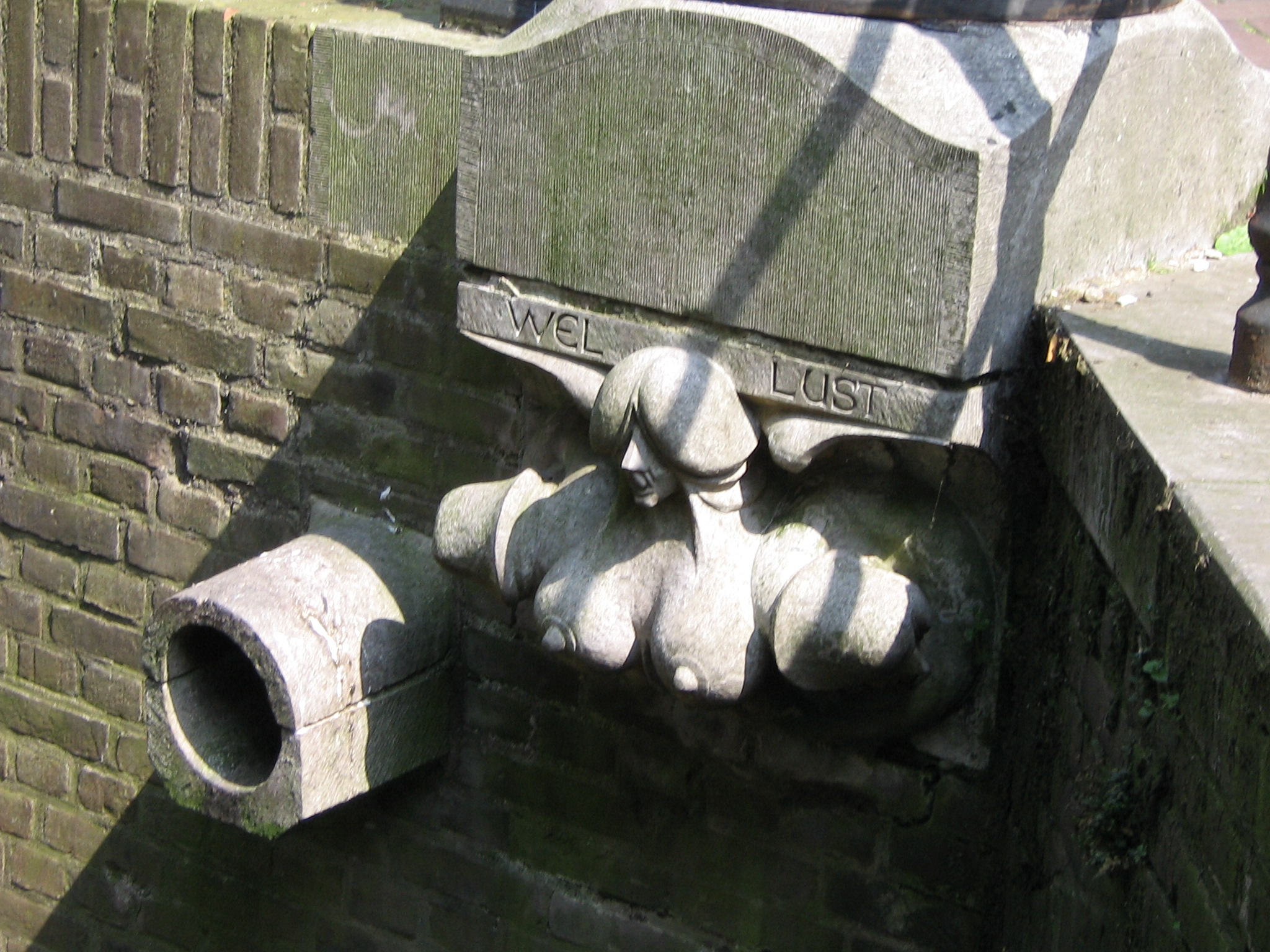
Gebeeldhouwde lantaarnconsole en een waterspuwer in een kluismuur.

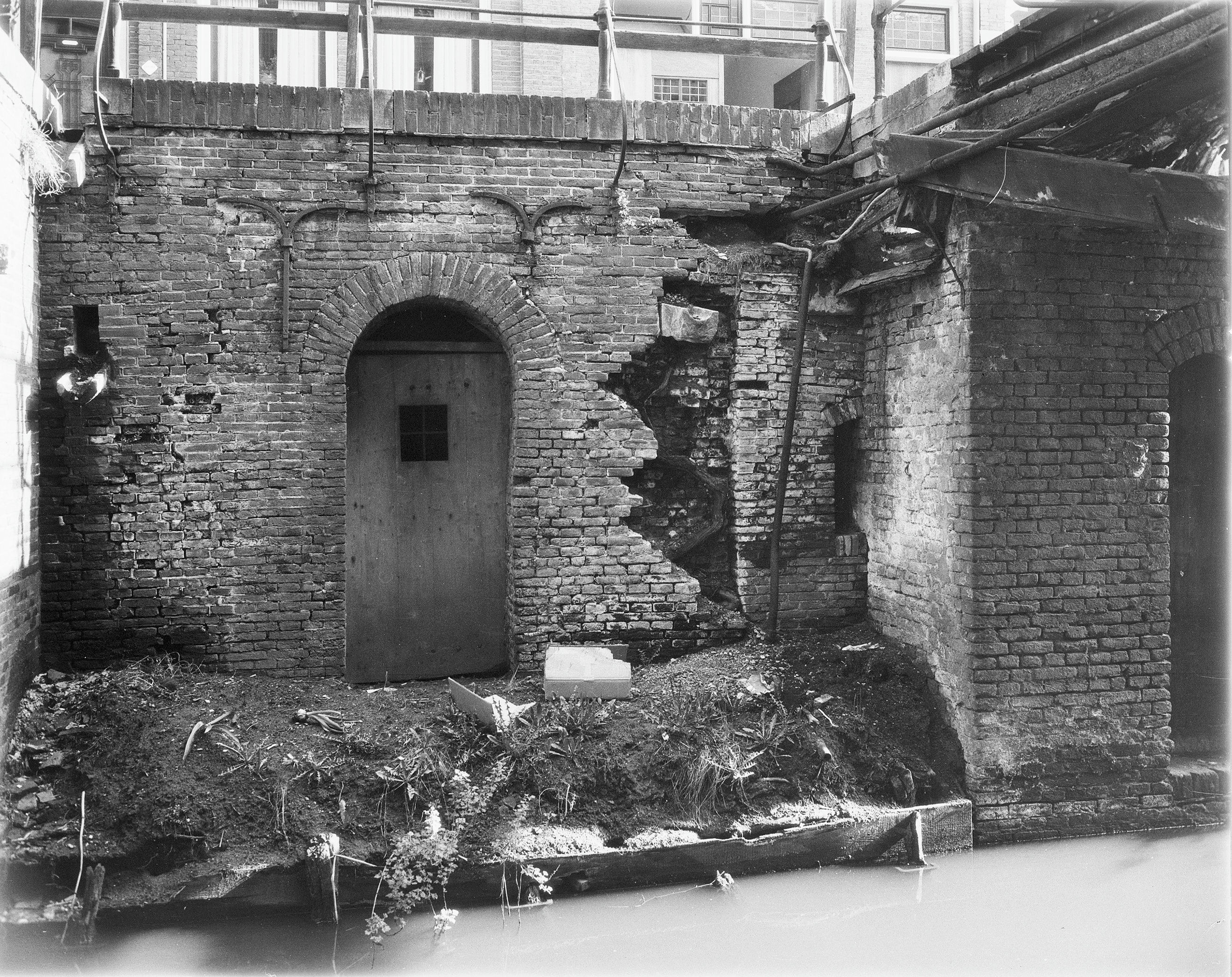
Toestand rond 1950 van een werfkelder.

#### Waterhuishouding
In het verleden stroomde de rivier de Rijn door het Utrechtse land om bij het Zuid-Hollandse Katwijk in de Noordzee uit te monden. Hoe de loop van de rivier in de stad Utrecht precies gelopen heeft is niet exact bekend, maar vanaf de Romeinse tijd was er de behoefte haar loop te bedwingen.
In de middeleeuwen ontstonden er vanaf omstreeks 1000 in de bloeiende handelsplaats Utrecht grachten zoals delen van de Oudegracht en Kromme Nieuwegracht. Vanaf de 10e eeuw hadden handel, ambachten en markten zich geconcentreerd in en rond de handelswijk Stathe. Langs met name de oudste en belangrijkste van die grachten, de huidige Oudegracht waaraan Stathe lag, bevond zich een lintbebouwing van huizen, bedrijven en winkels. Deze bebouwing was relatief hoger gelegen ten opzichte van het water omdat bij het graven van de gracht de vrijgekomen grond op de oever werd aangebracht. Met dit grondwerk ontstond min of meer een hoog dijklichaam dat bij hoge waterstanden bescherming bood tegen overstromingen. Vermoed wordt daarnaast dat de Allerheiligenvloed van 1170 de stad een handje hielp. Hoewel de stad in eerste instantie hinder ondervond van deze overstroming, was de Allerheiligenvloed (mede)oorzaak dat het Almere gaandeweg tot de Zuiderzee verwerd. Het waterpeil in het Almere zakte zodat de waterafvoer van de rivier de Utrechtse Vecht verbeterde. De kans op overstromingen voor de stad nam daarmee af. Tevens vonden er waterbouwkundige ingrepen plaats zoals de afdamming van de Rijn bij Wijk bij Duurstede in opdracht van bisschop Godebald in 1122 waardoor het waterpeil in de Utrechtse grachten laag bleef en goed beheerst kon worden. Al in een vroeg stadium konden zodoende droge opslagkelders worden gemaakt.

#### Middeleeuwse werfkelders
Vroegste voorbeelden van Utrechtse werfkelders dateren uit de periode 1150 tot 1300 en bestaan uit tunneltjes aan de Oudegracht die vanaf de kelder van het huis onder de straat door richting de gracht liepen. Ook de eerste werfkelders ontstaan al vroeg in deze periode. Kelders van huis Rodenburg worden hierin gezien als een van de oudste.
Het merendeel van de werfkelders aan de Oudegracht is gebouwd in de opvolgende periode van ongeveer 1300 tot 1500. De andere binnenstadsgrachten ontstaan in deze periode. In deze twee eeuwen kregen nieuwe huizen veelal een werfkelder. Bij reeds bestaande huizen werd de huiskelder uitgebreid met een werfkelder en indien er nog geen huiskelder was, werd tussen de funderingen gegraven om er alsnog een aan te brengen. Direct aan het water gelegen werfkelders kwamen er vooral langs de nieuwe Plompetorengracht en Drift. Deze waren niet in het handelsgebied gelegen en kregen vanwege de geringe grachtbreedte geen werf. Kleine houten steigerconstructies werden soms nog wel aangebracht voor de werfloze kelders.

#### Nieuwe tijd
Omstreeks 1500 was er aan de Oudegracht nagenoeg geen ruimte meer voor nieuwe werfkelders. Om de behoefte aan nieuwe opslagruimte op te lossen, werden daarom met name in de derde periode tot aan 1700 de keldergewelven opnieuw maar met een hogere boogvorm opgemetseld. Dit verschijnsel gebeurde reeds in de periode voor 1500 en ook na 1700 vond dit nog plaats. Het vanaf 1400 met meer dan een halve meter gestegen straatpeil maakte dit mogelijk. Ook oude tunneltjes werden alsnog omgevormd tot werfkelder. Brede percelen kregen indien nog mogelijk een nieuwe werfkelder ernaast. Tevens zijn kelders terug te vinden onder zijstraten die op de gracht uitkomen. Onder landhoofden van openbare bruggen werden brugkelders aangebracht die qua gewelfboog een kwartslag gedraaid zijn ten opzichte van de werfkelders.
Aan de Oudegracht ontstond in de twee eeuwen vanaf 1700 meer het gevelbeeld van de werfkelders zoals het nu te zien is. In deze periode werd een meer aaneengesloten front aangebracht van werfmuren met een dichte voorgevel met deur en vensteropeningen. Voor 1700 waren de werfkelders, op een eventueel hekwerk na, aan de voorzijde veelal nog open en waren de individuele aangrenzende kelders in grote mate her en der terugspringend vanaf de werf. Boven op de werf- en kluismuren van de werfkelders kwam een ijzeren hek (balie) in plaats van de tot dan toe gebruikelijke hogere doorzetting boven straatniveau (borstwering).
Vanaf het eind van de 19e eeuw vond het verkeer meer en meer over land plaats. In de eerste helft van de 20e eeuw raakten de werven en de werfkelders in verval omdat ze minder gebruikt en slecht onderhouden werden. Vanaf 1948 worden grote herstelwerkzaamheden en restauratieprojecten opgestart. De gemeente Utrecht nam alle werven, walmuren en het overgrote deel van de werfmuren over. De voorheen perceelsgebonden werven met vaak nog houten beschoeiingen werden als walmuur boven het waterpeil in baksteen uitgevoerd en oude walmuren hersteld. Eventuele perceelscheidingen en particuliere bouwsels op de werf werden daarbij verwijderd en de werf kreeg overal bestrating waardoor een openbare ruimte ontstond. Op de gerestaureerde werf- en kluismuren verschijnen lantaarns in oude stijl, die zowel de onderliggende werf als de straat verlichten. Vanaf 1953 ontstaat een vorm van openbaar kunstbezit omdat ongeveer 330 consoles van deze lantaarns aan de grachtzijde voorzien werden van beeldhouwwerken (zie: lantaarnconsoles in Utrecht-Binnenstad). Inmiddels zijn ook de Utrechtse werfkelders voor het merendeel gerestaureerd. 28 monumentale bruggen over de binnengrachten ondervonden eveneens restauratie. In de 20e eeuw krijgen de werfkelders ernstig te lijden van het zware vrachtverkeer dat over de straat erboven reed, waarna er een verbod op werd ingesteld. Vrachtwagens zijn vandaag de dag gelimiteerd tot een maximale asdruk van 2 ton. Daarbij kwam in 1996 de zogeheten bierboot in de vaart om voornamelijk de horeca-ondernemers aan de grachten te bevoorraden met drank. De grachten met de werven en kelders zijn voor de stad een belangrijke toeristische trekpleister.
De Utrechtse wervenstructuur valt in monumentaal opzicht in het Rijksbeschermd gezicht Utrecht. Delen ervan zijn een rijksmonument. In 2008 maakte de gemeente Utrecht bekend het grachten-, bruggen- en wervenstelsel van Utrecht te willen voordragen voor de Werelderfgoedlijst van UNESCO omdat ze uniek zijn in de wereld. Die voordracht leidde twee jaar later niet tot een opname op de zogeheten Voorlopige Lijst omdat de middeleeuwen en historische binnensteden zijn oververtegenwoordigd. Binnen Nederland, maar op veel kleinere schaal, zijn soortgelijke kelderconstructies te vinden aan de Leeuwardse Kelders, in Leiden en Maastricht.

## Gebruik
Oorspronkelijk waren de Utrechtse werfkelders bedoeld voor handelswaren die gelijkvloers vanaf de waterweg naar de huiskelder konden worden gebracht en als opslagruimte ervoor. Vele kooplieden, ambachtslieden en bedrijven wisten gedurende de eeuwen de werfkelders te gebruiken, onder meer een bierbrouwer, wijnhandelaar, champignonkweker vonden er onderdak. Ook varkens hield men er maar via verordeningen werd hier tegen opgetreden. Bewoning van de werfkelders kwam in de 19e eeuw voor, met de kanttekening dat het bedompt en vochtig wonen was. Een bekende werfkelder was die van de coffeeshop Sarasani. Vandaag de dag zijn aan het noordelijk deel van de Oudegracht veel restaurants en andere uitgaansgelegenheden in de werfkelders gevestigd. Diverse kelders zijn onder andere in gebruik door winkels, als atelierruimte of gewoonweg weer als opslagruimte.
Het huisperceel strekte zich vroeger aan de voorzijde uit vanaf de werfkelder over de werf tot halverwege de gracht. De eigenaar diende al deze zaken te onderhouden. Langs de waterkant moest hij een pad op de werf beschikbaar houden zodat vaartuigen in de grachten getrokken konden worden.

## Uitvoering

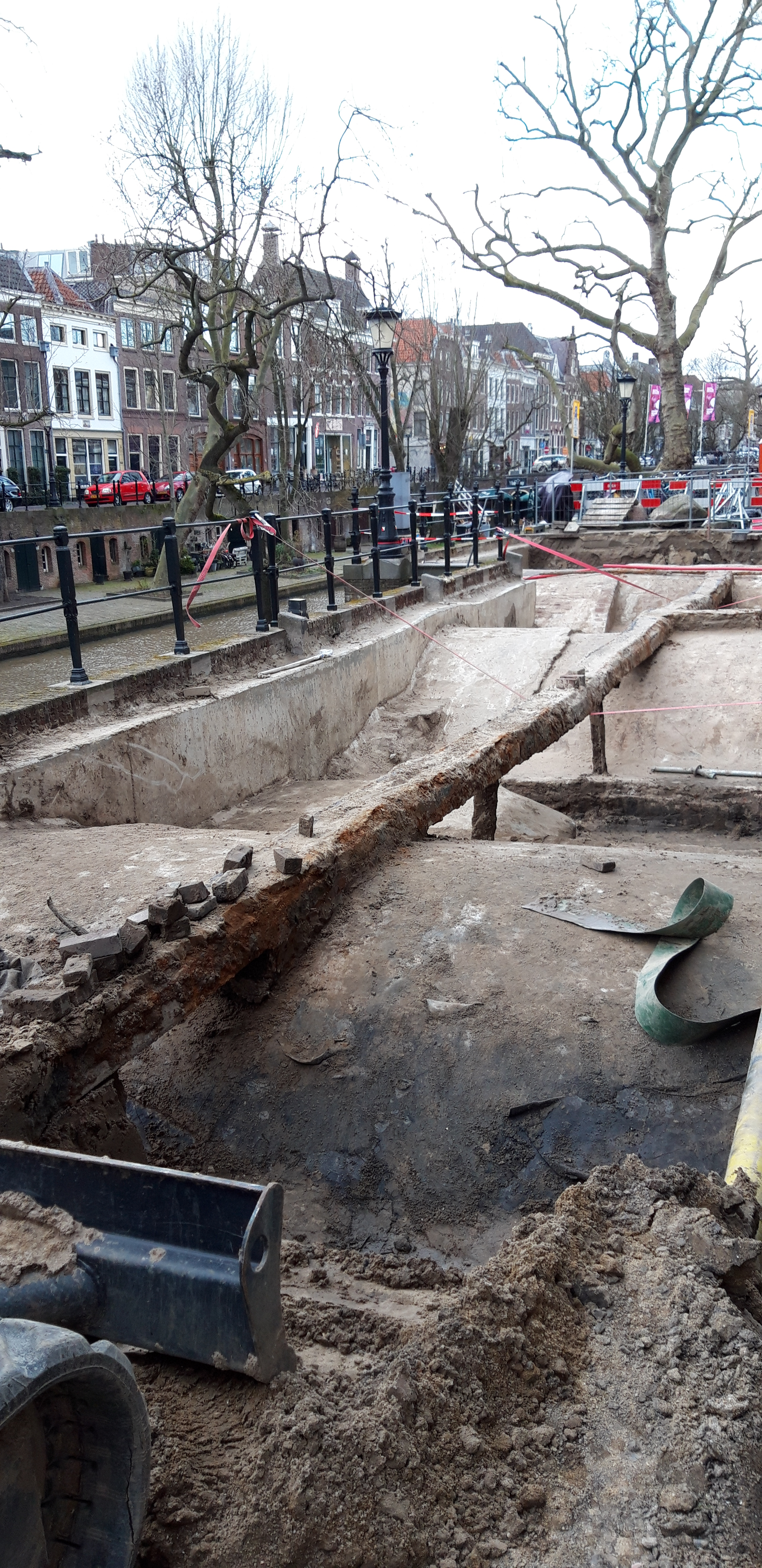
Het tongewelf boven de werfkelders is tijdens een opbreking van de straat langs de Oudegracht zichtbaar

Een werfkelder is veelal onder de volledige breedte van het particuliere perceel voor het aan de gracht gelegen huis aangebracht. Vanaf een circa 1 meter hoog muurtje liet men bij het bouwen het tongewelf "geboren" worden in de vorm van een rond- of korfboog. Het gewelf werd, zonder formeel, met maatvaste baksteen in koppenverband gemetseld. De werf- en huiskelder kregen daarbij een directe aansluiting op elkaar. Meestal werd de werf- of kluismuur verankerd aan de werfkelder of voorgevel van het bovenliggende huis via trekstangen. Ook steunberen zijn toegepast om de druk op de voorgevel van de werfkelder op te nemen. Om het metselwerk van de werfkelder tegen inwatering te beschermen, werd vaak boven op een dubbele dichtaansluitende laag plavuizen gemetseld die nog eens extra met mortel werd ingewassen. Wegleiding van het water boven de werfkelder geschiedde traditioneel door middel van tunneltjes van gestapelde baksteen naar eenvoudig uitgevoerde waterspuwers in de werf- of kluismuur.
Door de bouwwijze ontstaan spatkrachten in het tongewelf van de werfkelder welke opgevangen worden door de dikke keldermuren die de krachten naar de bodem geleiden. Indien de werfkelder later aan de voorzijde werd verlengd, werd het nieuwe deel gewoonweg er tegenaan geplaatst. Door de slechte verbinding van oud met nieuw kon er als gevolg van ongelijke zakking scheurvorming optreden waardoor problemen zoals lekkage ontstonden. Omdat de werfkelders gedurende een lange periode zijn ontstaan op particuliere percelen langs de verschillende grachten en later vaak weer werden aangepast, zijn de afmetingen van iedere werfkelder en de vormgeving van de werf- en kluismuren veelal verschillend. De lengte inclusief de kelder onder het huis kan 25 meter of langer zijn. De maximale hoogte in de werfkelder is vaak ruimschoots voldoende om te kunnen staan, hoogtes van 3 meter onder het midden van de gewelfboog komen voor. De maximale hoogte van het keldergewelf werd vooral bepaald door de voor het particuliere huis gelegen openbare straat. Menigmaal ligt de kruin van de gewelfboog vrij dicht onder de bestrating.
Indien de werfkelder werd bewoond of ambachtslieden er onderdak hadden, kon de werfkelder voorzien zijn van een stookplaats. Meestal was deze in de zijmuur geplaatst, in een aantal gevallen bevond hij zich tegen de binnenkant van de werfmuur. De gebruikelijke wijze voor de afvoer van de rookgassen was een schoorsteenkanaal dat horizontaal over het gewelf door de werfmuur naar buiten liep.
Onder diverse straten zijn straatkelders gebouwd zoals in de Choorstraat. Hierop zijn de werfkelders soms aangesloten. Ook bestaan er verbindingen tussen werfkelders onderling en brugkelders. In totaal worden er anno 2025 in totaal zo'n kleine 1000 kelders geteld met de kanttekening dat er nog vergeten kelders, zogeheten spookkelders, worden ontdekt bij een grootschalige inventarisatie en restauratie van de kelders. Dit project zal ongeveer 30 jaar in beslag nemen en naar schatting een half miljard euro bedragen.

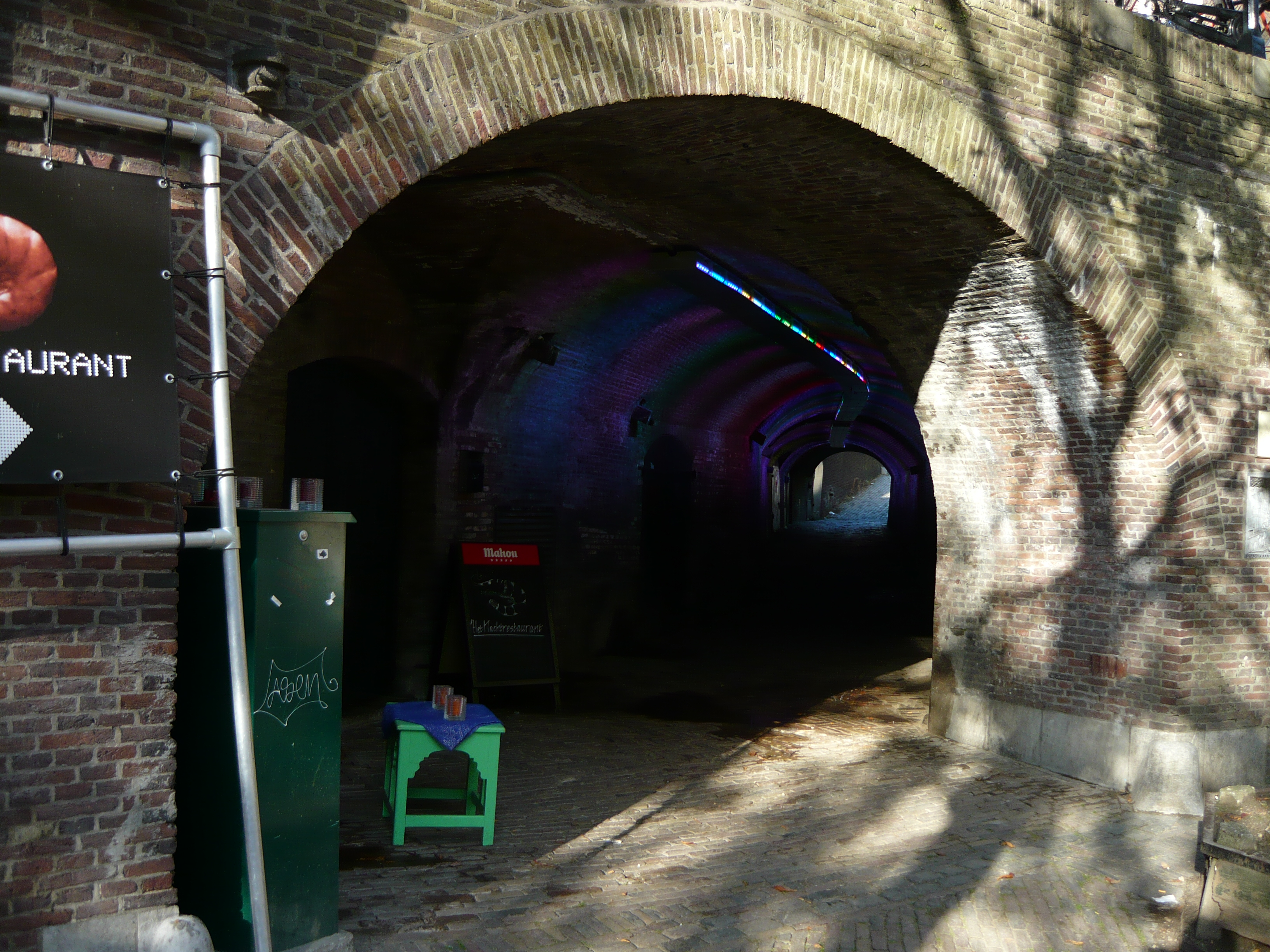
Wed aan de Ganzenmarkt gezien vanaf de werf aan de Oudegracht.

## Bereikbaarheid
De toegang over land tot de werf met de werfkelders geschiedt merendeels via trappen vanaf de bovenliggende straat. Op enkele plaatsen in de stad bevond zich ook een wed, een schuin oplopend talud vanaf de werf naar de bovenliggende straat. Aan de Ganzenmarkt bevindt zich nog een overkluisd wed. Op deze locatie bevond zich tussen 1402 en 1837 ook de grote stadskraan waarmee zware goederen uit en in de schepen konden worden getakeld.